# الرخمي (العدين)

تعديل مصدري - تعديل

الرخمي محلة تابعة لقرية الشريج، التابعة لعزلة بني زهير بمديرية العدين إحدى مديريات محافظة إب في الجمهورية اليمنية.، بلغ تعداد سكانها 21 حسب تعداد اليمن لعام 2004.